# All Progressives Congress
All Progressives Congress (APC) är ett nigerianskt parti, grundat 2013 genom en sammanslagning av tre oppositionspartier. 
I presidentvalet 2015 vann partiets kandidat Muhammadu Buhari klart över den sittande presidenten Goodluck Jonathan, och uppnådde vid samma tid även majoritet i parlamentets båda kamrar. Detta utgjorde den första gång i landets historia, då makten växlats över till ett annat parti genom demokratiska val.